# Edoras

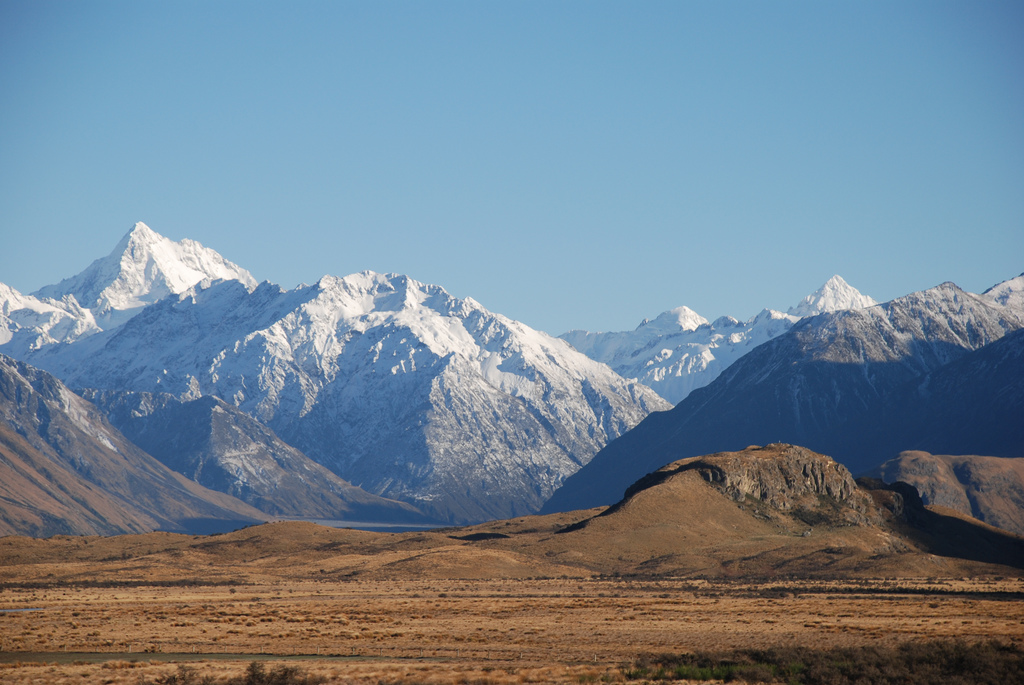
De locatie van Edoras in de films.

Edoras (Rohirrisch voor de Hoven) is een fictieve plaats in de werken van J.R.R. Tolkien.
Het was de hoofdstad van het koninkrijk Rohan en werd gebouwd in de 26e eeuw van de Derde Era. Toen Eorl de Jonge in het jaar 2510 van de Derde Era het koninkrijk Rohan stichtte, duidde hij de stad Aldburg in de Folde aan als hoofdstad.
Edoras werd pas door Eorls zoon Brego gesticht. De stad lag aan de rivier de Sneeuwborn in de uitlopers van de Ered Nimrais. De stad was gebouwd in de vorm van een heuvelfort. Op de top van de heuvel bouwde Brego Meduseld, een grote, versierde houten hal.
De stad was niet optimaal uitgerust voor verdediging en in tijden van oorlog namen de koningen van Rohan hun toevlucht tot Dunharg of Helmsdiepte. In het jaar 2759 van de Derde Era werd Edoras een jaar lang bezet door de Donkerlanders.
Tijdens de Oorlog van de Ring werd koning Théoden door Gandalf weer bij zinnen gebracht, toen deze Edoras bezocht.
Zie ook: Lijst van koningen van Rohan